# 岩波講座 現代数学への入門
岩波講座 現代数学への入門（いわなみこうざ げんだいすうがくへのにゅうもん）は、岩波書店から分冊形式で出版された数学書のシリーズ。

## 構成
同講座の「現代数学の基礎」「現代数学の展開」へと続く岩波講座現代数学シリーズの第1弾にあたる。後に2分冊を1冊ずつにまとめた「シリーズ 現代数学への入門」として単行本化、またその単行本は新装された。
全10巻20分冊で構成され、第1次は1995年10月から1996年9月まで、第2次は1999年4月から2000年1月までに渡り刊行された。第1次刊行において全3回の〈読者通信〉が第3,6,9巻に付属し、正誤表は第3,6巻の〈読者通信〉第1,2号に収録され、また第10巻に小冊子として付属している。〈読者通信〉第1号には上野健爾と志賀浩二の対談、第2号には小平邦彦が1988年6月に新潟高校で行った講演の記録、第3号には講座全執筆者による座談会が収められている。
岩波講座 基礎数学と同じく函に分冊が入る仕様であったが、紙の耐久年数が上がったことを踏まえ、2024年現在では函入りやハードカバーを避け、ソフトカバーで復刊している。

## 現代数学への入門
| 通し番号 | 巻号(1次) | 巻号(2次) | 題                   | 発行年月 (1次) | 発行年月 (2次) | 著者                                                         |
| -------- | --------- | --------- | -------------------- | -------------- | -------------- | ------------------------------------------------------------ |
| 1        | 1         | 1         | 微分と積分 1         | 1995年10月     | 1999年05月     | 青本和彦                                                     |
| 11       | 1         | 6         | 行列と行列式 1       | 1995年10月     | 1999年10月     | 砂田利一                                                     |
| 4        | 2         | 2         | 複素関数入門         | 1995年11月     | 1999年06月     | 神保道夫                                                     |
| 7        | 2         | 4         | 代数入門 1           | 1995年11月     | 1999年08月     | 上野健爾                                                     |
| 2        | 3         | 1         | 微分と積分 2         | 1995年12月     | 1999年05月     | 高橋陽一郎                                                   |
| 17       | 3         | 9         | 電磁場とベクトル解析 | 1995年12月     | 2000年01月     | 深谷賢治                                                     |
| 9        | 4         | 5         | 数論入門 1           | 1996年02月     | 1999年09月     | 山本芳彦                                                     |
| 13       | 4         | 7         | 幾何入門 1           | 1996年02月     | 1999年11月     | 砂田利一                                                     |
| 12       | 5         | 6         | 行列と行列式 2       | 1996年03月     | 1999年10月     | 砂田利一                                                     |
| 19       | 5         | 10        | 現代数学の流れ 1     | 1996年03月     | 1999年04月     | 上野健爾，砂田利一，深谷賢治，神保道夫                       |
| 14       | 6         | 7         | 幾何入門 2           | 1996年04月     | 1999年11月     | 砂田利一                                                     |
| 18       | 6         | 9         | 解析力学と微分形式   | 1996年04月     | 2000年01月     | 深谷賢治                                                     |
| 5        | 7         | 3         | 力学と微分方程式     | 1996年05月     | 1999年07月     | 高橋陽一郎                                                   |
| 8        | 7         | 4         | 代数入門 2           | 1996年05月     | 1999年08月     | 上野健爾                                                     |
| 15       | 8         | 8         | 曲面の幾何           | 1996年06月     | 1999年12月     | 砂田利一                                                     |
| 20       | 8         | 10        | 現代数学の流れ 2     | 1996年06月     | 1999年04月     | 青本和彦，加藤和也，上野健爾，高橋陽一郎，神保道夫，難波完爾 |
| 3        | 9         | 2         | 微分と積分 3         | 1996年08月     | 1999年06月     | 俣野博                                                       |
| 16       | 9         | 8         | 双曲幾何             | 1996年08月     | 1999年12月     | 深谷賢治                                                     |
| 6        | 10        | 3         | 熱・波動と微分方程式 | 1996年09月     | 1999年07月     | 俣野博，神保道夫                                             |
| 10       | 10        | 5         | 数論入門 2           | 1996年09月     | 1999年09月     | 山本芳彦                                                     |

## 「シリーズ 現代数学への入門」
上記シリーズは、以下の16冊の単行本として出版された。
- 微分と積分 1ー初等関数を中心に　　青本和彦　　214頁　　2400円＋税
- 微分と積分 2ー多変数への広がり　　高橋陽一郎　　206頁　　2400円＋税
- 現代解析学への誘い　　俣野博　　218頁　　2600円＋税
- 複素関数入門　　神保道夫　　184頁　　2400円＋税
- 力学と微分方程式　　高橋陽一郎　　222頁　　2600円＋税
- 熱・波動と微分方程式　　俣野博・神保道夫　　260頁　　2700円＋税
- 代数入門　　上野健爾　　384頁　　3900円＋税
- 数論入門　　山本芳彦　　386頁　　3800円＋税
- 行列と行列式　　砂田利一　　354頁　　3600円＋税
- 幾何入門　　砂田利一　　370頁　　3900円＋税
- 曲面の幾何　　砂田利一　　218頁　　2600円＋税
- 双曲幾何　　深谷賢治　　180頁　　2600円＋税
- 電磁場とベクトル解析　　深谷賢治　　204頁　　2400円＋税
- 解析力学と微分形式　　深谷賢治　　196頁　　2600円＋税
- 現代数学の流れ 1　　上野健爾・砂田利一・深谷賢治・神保道夫　　190頁　　2600円＋税
- 現代数学の流れ 2　　青本和彦・加藤和也・上野健爾・高橋陽一郎・神保道夫・難波完爾　　192頁　　2600円＋税

## 「現代数学への入門 新装版」
2024年に14冊が新装版として復刊した。
- 微分と積分 1ー初等関数を中心に　　青本和彦　　214頁　　2640円
- 微分と積分 2ー多変数への広がり　　高橋陽一郎　　206頁　　2640円
- 現代解析学への誘い　　俣野博　　218頁　　2860円
- 複素関数入門　　神保道夫　　192頁　　2750円
- 力学と微分方程式　　高橋陽一郎　　222頁　　3080円
- 熱・波動と微分方程式　　俣野博・神保道夫　　260頁　　3300円
- 代数入門　　上野健爾　　392頁　　5720円
- 数論入門　　山本芳彦　　386頁　　4840円
- 行列と行列式　　砂田利一　　360頁　　4400円
- 幾何入門　　砂田利一　　376頁　　4620円
- 曲面の幾何　　砂田利一　　224頁　　3080円
- 双曲幾何　　深谷賢治　　180頁　　3520円
- 電磁場とベクトル解析　　深谷賢治　　208頁　　3080円
- 解析力学と微分形式　　深谷賢治　　200頁　　3850円